# UTC+00:30
Az UTC+00:30 egy időeltolódás volt, amely 30 perccel volt előrébb a greenwichi középidőtől (GMT). Jelenleg már egy terület sem használja.

## Korábban az itteni időzónát használó területek

### Európa
- Egyesült Királyság
  -  Sandringham House, Sandringham, Norfolk, Anglia
  -  Windsori kastély, Windsor, Berkshire, Anglia
  -  Balmorali kastély, Braemar, Aberdeenshire, Skócia

- Svájc

## A korábban ebben az időeltolódásban található időzónákról
| Időzóna neve angolul | Időzóna neve magyarul |
| -------------------- | --------------------- |
| Sandringham Time     | Sandringhami idő      |
| Bernese Time         | Berni idő             |

Az GMT+00:30 elsősorban brit királyi hártartásokban volt használatos, de 1936-ban ezeket megszüntették, és ezek a területek GMT-re álltak át. Ebből lett később az UTC.
1894-ig Svájc területén is használták.

## Fordítás
Ez a szócikk részben vagy egészben  az   UTC+00:30 című angol Wikipédia-szócikk ezen változatának fordításán alapul.  Az eredeti cikk szerkesztőit annak laptörténete sorolja fel. Ez a jelzés csupán a megfogalmazás eredetét és a szerzői jogokat jelzi, nem szolgál a cikkben szereplő információk forrásmegjelöléseként.